# Elston Howard
Elston Gene Howard (23 de fevereiro de 1929 — 14 de dezembro de 1980) foi um jogador de beisebol profissional americano.
Howard jogou como catcher, campista esquerdo e foi também treinador. Durante uma carreira de 14 anos no beisebol, ele jogou nas ligas negras e na Major League Baseball de 1948 a 1968, principalmente na equipe do New York Yankees. Ele também jogou no Kansas City Monarchs e no Boston Red Sox.
Em 1955, ele foi o primeiro jogador afro-americano dos Yankees; isso aconteceu oito anos depois que Jackie Robinson quebrou a barreira da cor na MLB em 1947. Howard foi eleito MVP da American League em 1963, tornando-se o primeiro jogador negro na história a ganhar tal honra. Ele ganhou o Gold Glove Awards em 1963 e 1964, na última temporada.

## Início de vida
Howard nasceu em St. Louis, Missouri, filho de Travis Howard e Emaline Hill, uma enfermeira de um hospital local. Quando ele tinha seis anos, seus pais se divorciaram e sua mãe se casou novamente. Howard foi um atleta de destaque na Vashon High School.

## Início da carreira no beisebol
Em 1948, Howard, de dezenove anos, recusou ofertas de bolsas de estudos universitárias de futebol em Illinois e Michigan, em vez disso, assinou contrato para jogar beisebol profissional por US$ 500 ao mês com os Kansas City Monarchs das ligas negras sob o comando de Buck O'Neil.
Os Yankees contrataram Howard em 19 de julho de 1950. Ele foi designado para jogar no Muskegon Clippers, uma equipe agrícola dos Yankees na Liga Central. Howard perdeu as temporadas de 1951 e 1952 devido ao serviço militar no exército dos EUA.
Em 1953, Howard jogou no Kansas City Blues da Associação Americana. No ano seguinte, os Yankees convidaram Howard para o treinamento de primavera e o transformaram em um catcher, apesar da presença de Yogi Berra como titular da posição.
Ele jogou com o Toronto Maple Leafs da Liga Internacional Classe AAA em 1954, onde liderou a liga em triplos, com 16, para 22 corridas anotadas e uma média de 0,33%, ganhando o prêmio de MVP da liga. Os Yankees designaram Bill Dickey para trabalhar com Howard, a fim de desenvolver suas habilidades de receptor.

## Carreira na Liga Principal

### Década de 1950

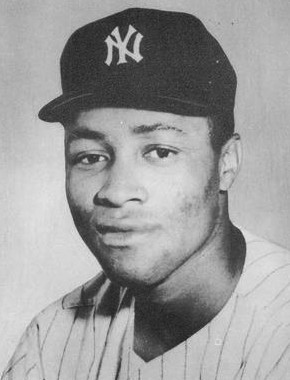
Elston em 1957.

Howard fez parte da liga principal dos Yankees no início da temporada de 1955. Em 14 de abril de 1955 (o segundo jogo da temporada), Howard fez sua estréia na liga principal quando entrou no jogo durante o sexto turno como campista esquerdo. Ele se tornou o primeiro afro-americano a jogar pelo Yankees. Howard era conhecido por ser muito lento em sua corrida. Quando Howard chegou aos Yankees, Stengel se referiu a ele como "Eightball". Howard fez sua primeira partida em 28 de abril, porque era difícil encontrar espaço para Howard na formação titular. Berra ganhou seu terceiro prêmio de MVP em 1955, e Mickey Mantle e Hank Bauer eram sólidos e regulares no campo. Stengel usava Howard como receptor reserva e jogador ocasional. Ele terminou o ano com 29% de aproveitamento no bastão, com 10 home runs e 43 corridas impulsionadas em 97 jogos disputados na temporada.
Na World Series de 1955 contra o Brooklyn Dodgers, Howard acertou um home run contra Don Newcombe em sua primeira aparição do jogo 1. A disputa terminou no jogo 7 da série; foi a primeira vez em seis encontros que os Yankees perderam no Brooklyn. Na World Series de 1956, novamente contra o Brooklyn, ele jogou apenas no jogo 7, mas contribuiu para a vitória de 9 a 0. Contra o Milwaukee Braves na World Series de 1957, foram derrotados, mas os Yankees encontraram o Braves novamente na World Series de 1958, onde seu impacto não se tornou notável até o jogo 5, quando ele pegou a bola de Red Schoendienst no sexto turno e fez um arremesso para eliminar Bill Bruton na primeira base, preservando a vantagem de 1-0. No jogo 6, ele eliminou Andy Pafko no home plate. No jogo 7 Nova York conquistou uma vitória por 6-2, assegurando aquela que apenas a segundo virada na história de uma equipe que perdia por 3-1 em uma série de playoff. Mais tarde, Howard recebeu o Babe Ruth Award, apresentado pela Associação dos Escritores de Beisebol da América em Nova York, como o melhor jogador da série, embora o MVP da World Series tenha sido ganho pelo companheiro de equipe Bob Turley.
Em 1959, Howard jogava com frequência na primeira base para permanecer na formação do time. Apesar de não encontrar uma posição regular ainda, ele foi selecionado pela primeira vez para a equipe All-Star em 1957, o primeiro de nove anos consecutivos até 1965 em que fez parte do elenco; ele apareceria em seis dos jogos (1960-1964), incluindo os dois jogos de 1961.

### Década de 1960

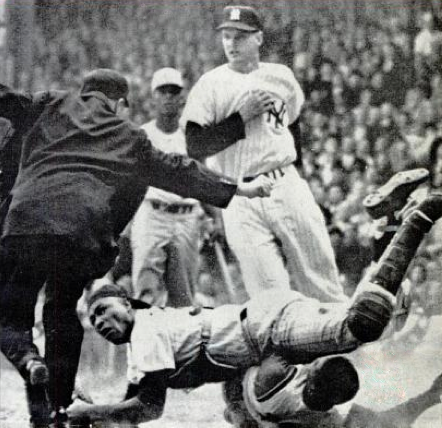
Howard durante a World Series de 1961.

Em 1960, Howard finalmente assumiu a maioria das funções de receptor de Berra, embora sua média de rebatidas de 24,5% fosse a mais baixa até hoje. Os Yankees encontraram o Pittsburgh Pirates na World Series de 1960, e o home run de Howard, de duas corridas no nono turno do jogo 1, levou os Yankees a uma boa vantagem, mas o time perdeu por 6-4. Howard atingiu um aproveitamento de 46,2% na Série, mas não jogou no Jogo 7 depois de ser atingido na mão por um arremesso no segundo turno do Jogo 6, e só pôde assistir a derrota de 10-9. Em 1961, ele melhorou suas estatísticas na carreira em uma equipe que tinha Roger Maris batendo o recorde de 61 home runs em um só ano. Howard terminou em décimo na votação do MVP naquele ano, vencida por Maris. Quando encontrou o Cincinnati Reds na série de 1961, ele e Bill Skowron fizeram home runs individuais na vitória do jogo 1 por 2-0, e ele marcou três corridas na vitória final de 13-5 no jogo 5. Ele seguiu com uma temporada de 1962 com a melhor marca de corridas impulsonadas da carreira, 91, eliminando novamente mais de 20 jogadores e evitando oito corridas impulsionadas em um jogo de 19 de agosto em Kansas City, vencido pelos Yankees por 21-7. Embora Howard tenha rebatido apenas 14,3% na World Series de 1962 contra o San Francisco Giants, o Yankees venceu em sete jogos.
Em sua temporada de MVP de 1963, ele rebateu 28,7% com 28 home runs e 85 corridas impulsionadas, também ganhando sua primeira luva de ouro. Os Yankees foram varridos pelo Los Angeles Dodgers na série de 1963, embora Howard tenha feito uma exelente partida no jogo 2. Ele teve com 84 corridas impulsionadas em 1964, novamente ganhando a luva de ouro e ficando em terceiro na votação de MVP, quando Berra assumiu o cargo de Ralph Houk como gerente. Seus totais de 939 lançamentos e 1.008 chances totais quebraram os recordes de American League de 872 e 963, estabelecidos por Earl Battey com o Minnesota Twins de 1962; Mais tarde Bill Freehan superaria as marcas de Howard com o Detroit Tigers de 1967. Jogando em sua nona World Series em dez anos contra o St. Louis Cardinals, ele conseguiu 29,2% de aproveitamento no bastão, embora os Yankees tenham sido derrotados em sete jogos. Em 1965, Howard machucou o cotovelo durante o treinamento da primavera. Ele jogou em quatro jogos até abril e depois fez uma cirurgia, ficando afastado por mais de cinco semanas.

### Carreira posterior
Em 3 de agosto de 1967, Howard foi negociado com o Boston Red Sox em troca de Pete Magrini e um jogador a ser escolhido mais tarde (Ron Klimkowski). Embora tivesse um aproveitamento ruim em rebatidas, ele foi eficaz em lidar com os arremessadore. Em 1967, Howard também assumiu o recorde da liga principal de Sherm Lollar em média de carreira. Howard teve seu último destaque na pós-temporada na World Series de 1967 contra o Cardinals, quando sua rebatida simples lotou as bases no nono turno do jogo 5, o que levou a duas corridas e uma vantagem de 3-0. O golpe foi crucial, já que o ex-companheiro de equipe Maris voltou ao Cardinals antes de o Red Sox fechar a vitória por 3 a 1. St. Louis, no entanto, venceu a série em sete jogos. Foi o sexto time perdedor da World Series em que Howard jogou; ele e Pee Wee Reese têm a distinção duvidosa por jogarem nas equipes que mais perderam em World Series.
Em 29 de outubro de 1968, Howard foi libertado pelo Red Sox. Ao longo de sua carreira de 14 anos, ele rebateu 27,4% com 167 home runs, 1.471 rebatidas, 762 corridas impulsionadas, 619 corridas anotadas, 218 rebatidas duplas, 50 triplas e nove bases roubadas em 1.605 jogos. Sua recepção média de 42,7% ficou atrás da de Dickey (48,6%), Berra (48,2%) e Mickey Cochrane (47,8%) entre os receptores de AL. Seus 54 jogos no total da World Series o colocaram atrás apenas dos companheiros de equipe Berra e Mantle. Howard também é creditado como o primeiro a usar o indicador estendido e o dedo mindinho para indicar o posicionamento rival, sendo mais visível para os colegas de equipe no campo externo do que o usual "dois" gesto do índice e dedos do meio.

## Vida posterior e morte
Howard retornou aos Yankees no ano seguinte, onde atuou como técnico de primeira base de 1969 a 1979. Foi o primeiro treinador negro da Liga Americana. A equipe ganhou a American League em 1976 e a World Series em 1977 e 1978. Durante um jogo contra o Boston Red Sox em Fenway Park, em junho de 1977, Howard e Yogi Berra foram pacificadores durante um incidente entre o jogador do Yankees Reggie Jackson e o gerente do Yankees Billy Martin.
Depois que a carreira de treinador de Howard terminou, ele se tornou um assistente administrativo do Yankees; no entanto, essa posição não durou muito devido ao declínio de sua saúde. Howard foi diagnosticado com miocardite, uma doença cardíaca rara que causa insuficiência cardíaca rápida. Ele estava considerando um transplante de coração, mas sua condição rapidamente se deteriorou. Depois de passar uma semana no Hospital Presbiteriano Columbia, em Nova York, Howard morreu de doença cardíaca aos 51 anos em 1980. Ele foi enterrado no George Washington Memorial Park em Paramus, Nova Jersey.
Red Smith, colunista do The New York Times, reagiu escrevendo: "A organização dos Yankees perdeu mais aulas no fim de semana do que George Steinbrenner poderia comprar em 10 anos".

## Legado
Em memória de Howard, os Yankees usaram braçadeiras pretas na manga durante a temporada de 1981. Em 21 de julho de 1984, os Yankees aposentaram do uniforme o número 32 de Howard e dedicaram uma placa em sua homenagem no Monument Park do Yankee Stadium. Naquele dia, os Yankees também deram as mesmas honras a Roger Maris, que, ao contrário de Howard, ainda estava vivo. A placa de Howard o descreve como "um homem de grande gentileza e dignidade" e "um dos verdadeiramente grandes Yankees".
É creditado a Howard a invenção do "rosquinha" de rebatidas, um peso de chumbo circular com uma concha de borracha usado pelos rebatedores durante o aquecimento, colocado em torno do bastão para fazê-lo parecer mais pesado, para que depois fique mais leve e mais fácil de ser manuseado. Seu uso generalizado causou na interrupção da prática dos rebatedores de balançarem vários tacos ao mesmo tempo enquanto aguardavam sua vez de jogar. Howard ajudou dois empresários de Nova Jersey, Frank Hamilton e Vince Salvucci, a comercializar o peso do taco e emprestou seu nome ao produto.